# La Selle-Craonnaise
La Selle-Craonnaise – miejscowość i gmina we Francji, w regionie Kraj Loary, w departamencie Mayenne.
Według danych na rok 2010 gminę zamieszkiwały 932 osoby, a gęstość zaludnienia wynosiła 31 osób/km².